# Tipula eurystyla
Tipula eurystyla är en tvåvingeart som beskrevs av Alexander 1969. Tipula eurystyla ingår i släktet Tipula och familjen storharkrankar. Inga underarter finns listade i Catalogue of Life.